# Centrum Handlowe Riviera
Centrum Handlowe Riviera – największy obiekt handlowy na Pomorzu, galeria zlokalizowana w Gdyni, w dzielnicy Działki Leśne, przy ulicy Kazimierza Górskiego 2. W centrum handlowym znajdują się m.in. kino Helios i hipermarket Auchan (przedtem w miejscu Auchan stał hipermarket Real).
CH Riviera posiada banery reklamowe w języku kaszubskim, które rozstawione są na drogach w okolicy Trójmiasta.

## Położenie
Centrum Handlowe Riviera leży na Wzgórzu Św. Maksymiliana, na zbiegu ulic Kazimierza Górskiego i ul. św. Maksymiliana, niedaleko centrum Gdyni. W bliskim położeniu są przystanek SKM Wzgórze Św. Maksymiliana oraz przystanek autobusowy o tej samej nazwie. Budynek jest oddzielony od centrum ulicą Kazimierza Górskiego, Drogą Gdyńską, linią torów, a także Aleją Zwycięstwa. Dostęp do centrum jest ułatwiony dzięki tunelowi podziemnemu, który łączy przystanki autobusowe, przystanek SKM i kilka ulic.

## Budowa
Budowę rozpoczęto w roku 2007 – była to rozbudowa dawnego Centrum Handlowego Wzgórze. W 2011 zaczęła się właściwa przebudowa, podczas której zbudowano najbardziej reprezentacyjną część Centrum Handlowego Riviera. Koncepcję przebudowy opracowała pracownia architektoniczna Valode&Pistre we współpracy z warszawskim biurem Michalewicz + Tański. Inwestorem centrum handlowego była wtedy spółka Mayland Real Estate, która kupiła projekt od grupy Apsys (spółka ta wycofała się z realizacji galerii i przerwała inwestycję w 2009 roku). Koszt prac wyniósł 150 mln euro, a z dostosowaniem infrastruktury drogowej – około 200 mln euro.
Centrum Handlowe Riviera zostało oficjalnie otwarte 25 października 2013 roku. Uroczyste otwarcie odbyło się o godzinie 10:00.

## Opis

### Budynek
Riviera to długi na 600 metrów budynek położony przy zbiegu ulic Kazimierza Górskiego i św. Maksymiliana. Znajduje się 300 metrów od centrum miasta. Od strony południowej są rozległy otwarty parking i część, w której mieści się hipermarket Auchan. Od strony wschodniej (strony ulicy) widać fasadę, falistą elewację w odcieniach szarości i beżu, na której umieszczone są loga i nazwy sklepów, a także napis i logo Riviery.
Centrum Handlowe Riviera posiada kilkupiętrowy parking, którego najwyższy poziom, na dachu budynku, jest odsłonięty. Poziomy parkingu są oznaczone kolorami (np. czerwony, jasnozielony, błękitny) i symbolami (np. latarnia morska, foka, leżak) nawiązującymi do nadmorskiego charakteru Gdyni. Na terenie galerii znajduje się łącznie 2,5 tys. miejsc parkingowych.
Niedaleko wejścia od strony Auchan znajduje się paczkomat.

### Wewnątrz
Wystrój wnętrza przejawia podobny falisty motyw co elewacja. Kolory są stonowane, w odcieniach beżu i bieli, wykorzystane jest jasne, wygładzone drewno. Korytarze są szerokie, sufit jest stosunkowo wysoki. Motyw roślinny pełnią donice ze sztuczną kosodrzewiną.
W Rivierze jest około 250 sklepów, z czego 42 o powierzchni ponad 500m². Przed otwarciem inwestor Mayland Real Estate zapowiedział takie marki jak pierwszy w Trójmieście sklep Van Graaf (lokal o powierzchni ponad 3 tys. metrów kwadratowych), Real, Inditex, LPP, Alshaya, H&M, Dorothy Perkins, Top Shop, Massimo Dutti, C&A, New Yorker, Smyk, Empik, Simple, Orsay, Superpharm, Sephora, Douglas, Rossmann, Tally Weijl, Cubus, City Sport, KappAhl, Duka, W. Kruk, Yes, Apart, Solar, Villeroy&Boch, Gino Rossi, Felina, CCC, Diverse, McDonald’s, lodziarnia Cavallari, Kawiarnia Artystyczna, optyk Sunloox, fryzjer Jacques Andre, Itaka, Pandora, Gerry Weber, 4F, Vistula, Fresh Style, Organique, North Fish i wiele innych. W roku 2013 Riviera miała zapewnić 1,5 tys. nowych miejsc pracy.
W Rivierze znajduje się kino Helios, największe kino 3D w regionie o powierzchni 2800m² (6-salowe), które jest zlokalizowane w części rozrywkowej, w sąsiedztwie z rozległą strefą gastronomiczną. Jest to jedno z czterech kin Heliosa w Trójmieście i jedyne większe kino w Gdyni.
W centrum handlowym korytarze zostały rozróżnione nazwami takimi jak „Aleja Turecka” lub „Aleja Francuska”.

## Zmiana właściciela
Projekt grupy Apsys został kupiony w 2009 roku przez francuską firmę Foncière Euris. Zarządzaniem budynku zajmowała się spółka Mayland Real Estate, która z kolei należy całkowicie do Grupy Casino, dewelopera Centrum Handlowego Riviera. W 2015 niemiecka spółka Union Investment Real Estate kupiła od firmy Foncière Euris prawa własności, jednak w zarządzie budynku pozostała spółka Mayland Real Estate.
Wartość Centrum Handlowego Riviera została oszacowana na ponad 1,2 mld zł.

## Galeria

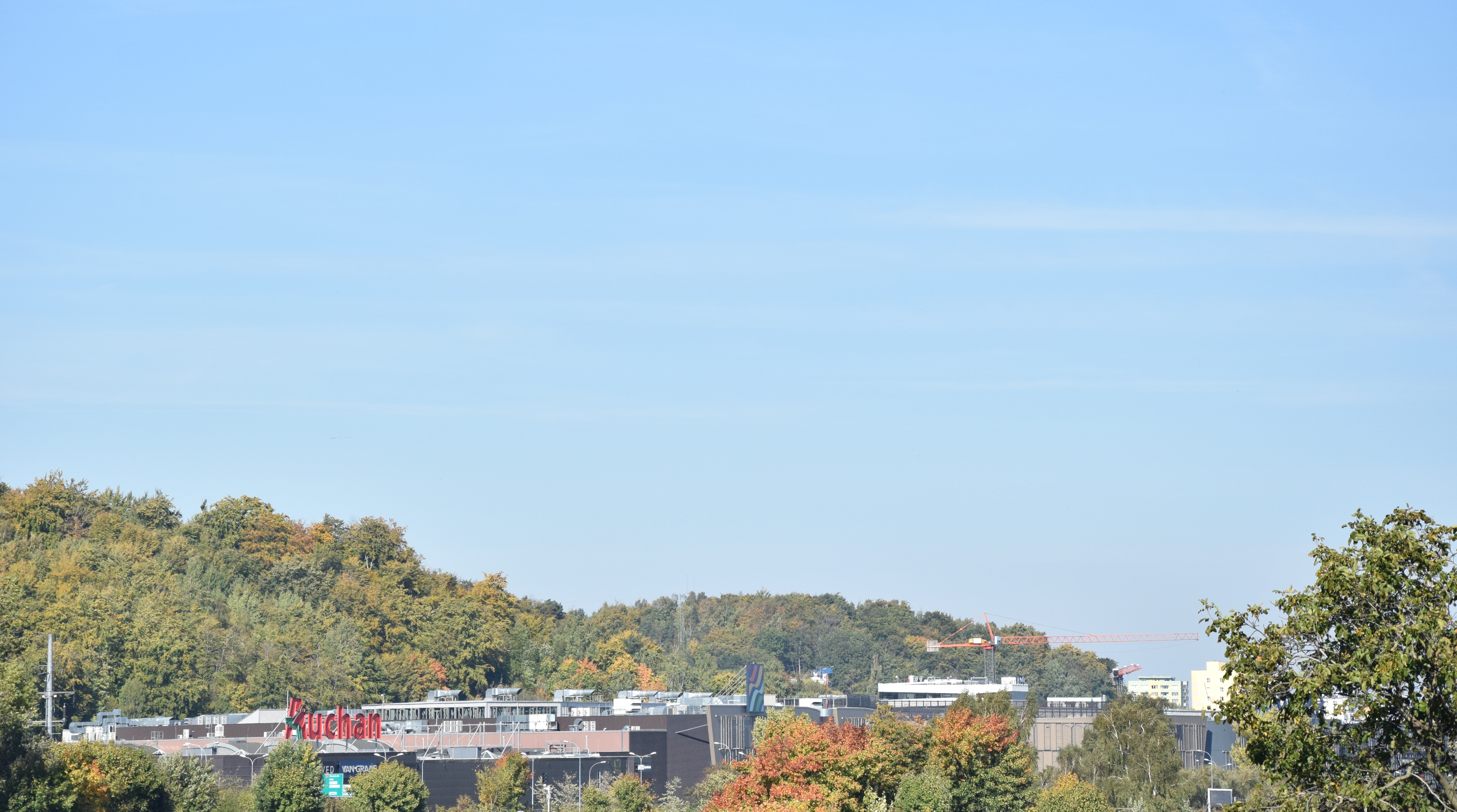
Riviera widziana z mostu nadulicznego w Redłowie
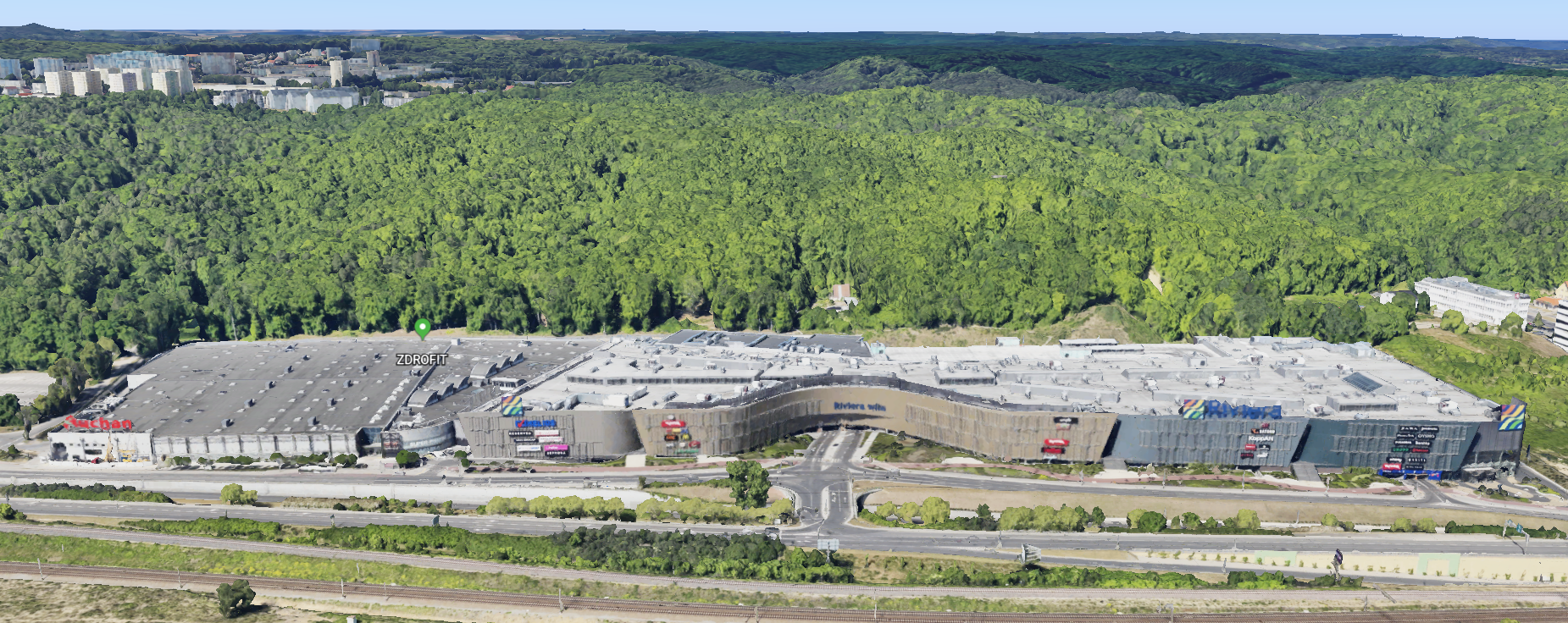
Wizualizacja budynku w 3D, Google Earth
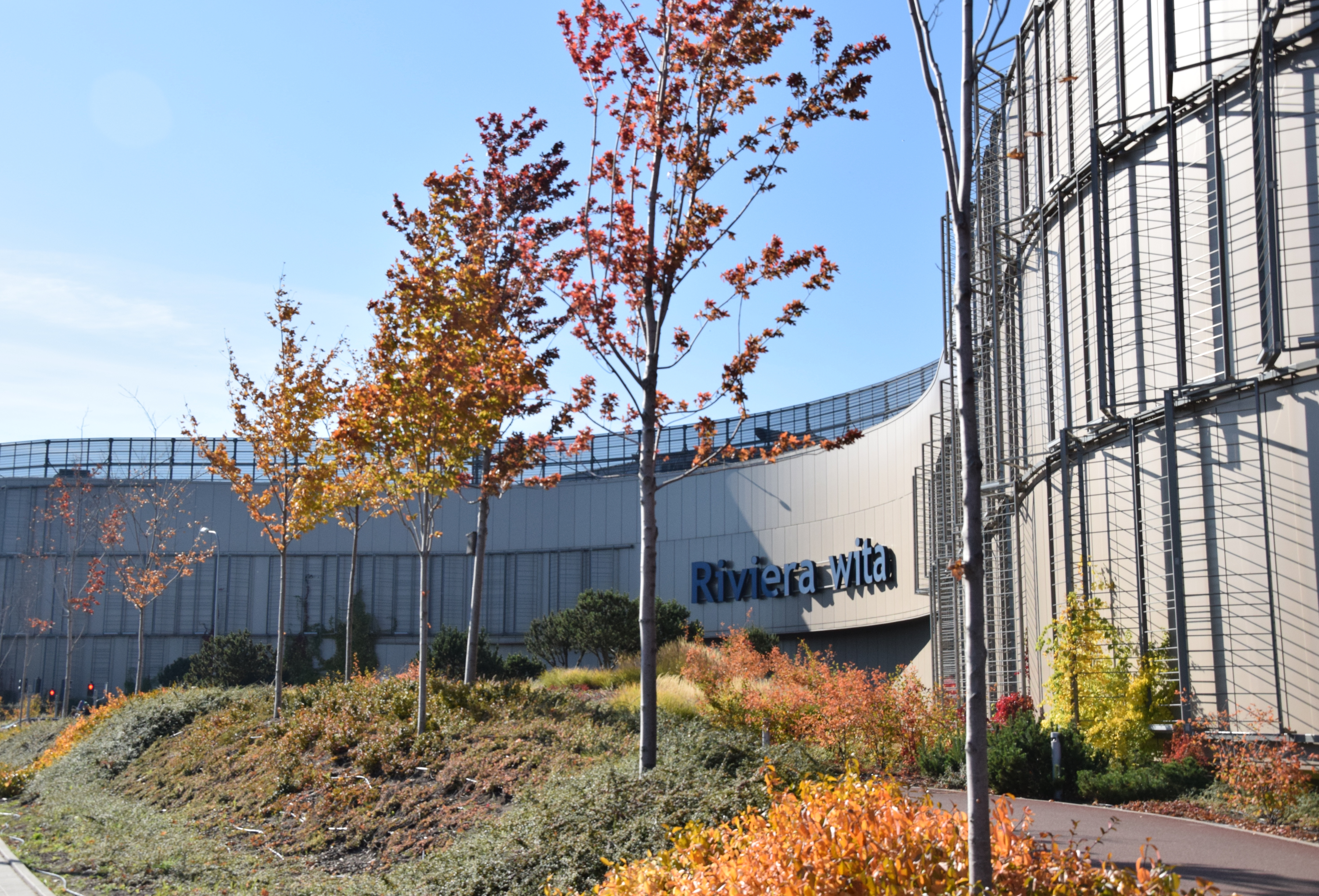
Zjazd na parking
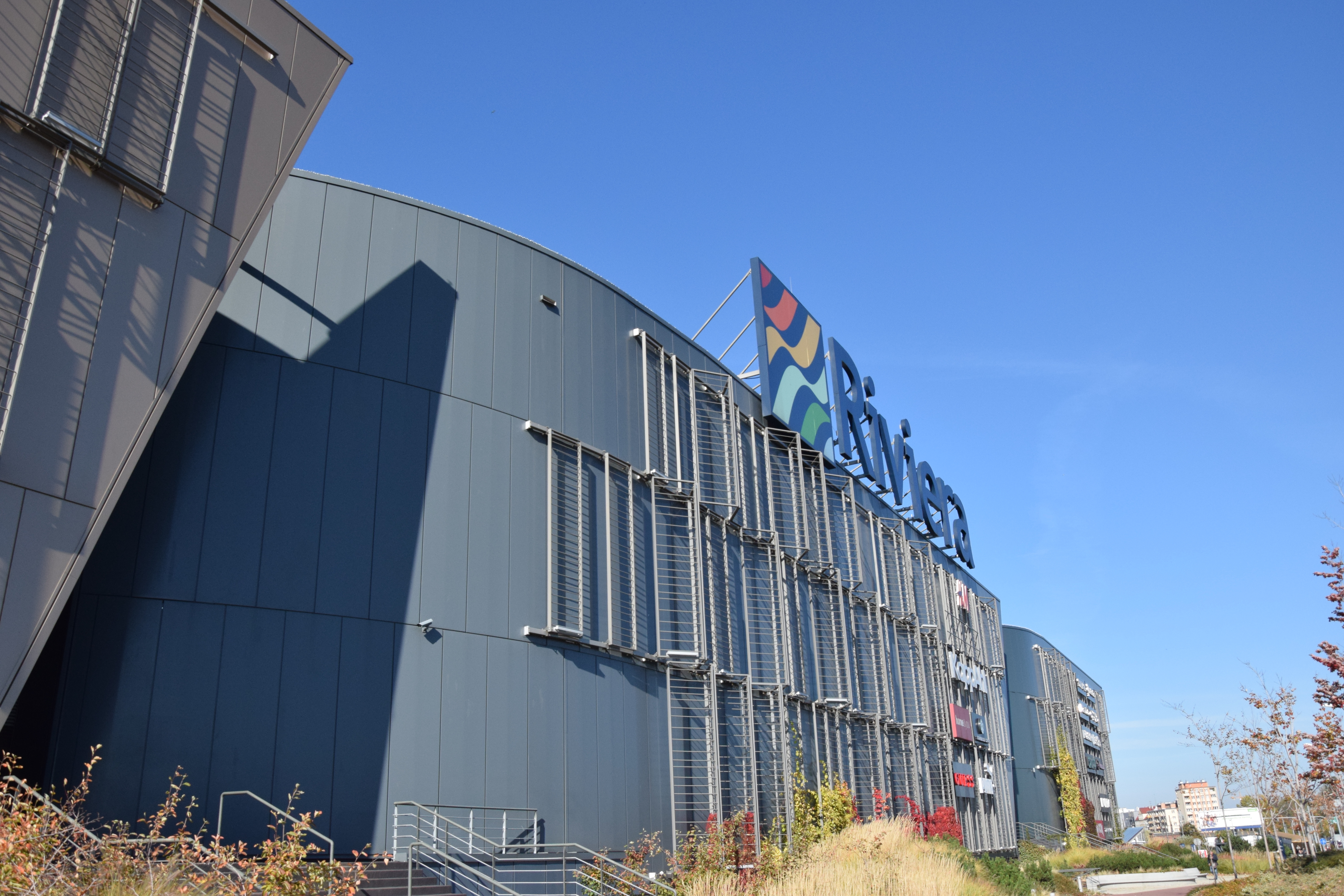
Fasada
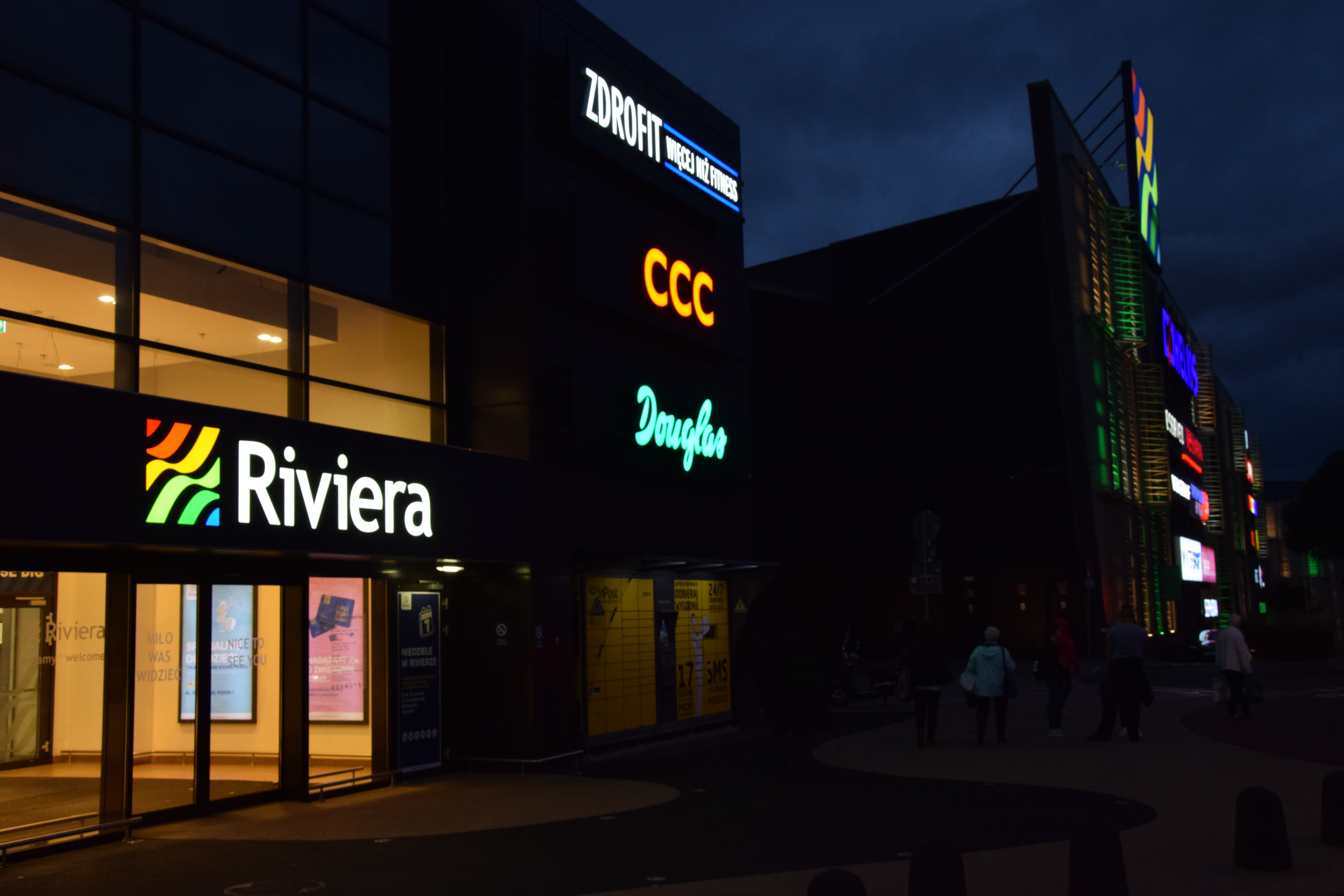
Wejście od strony Auchan
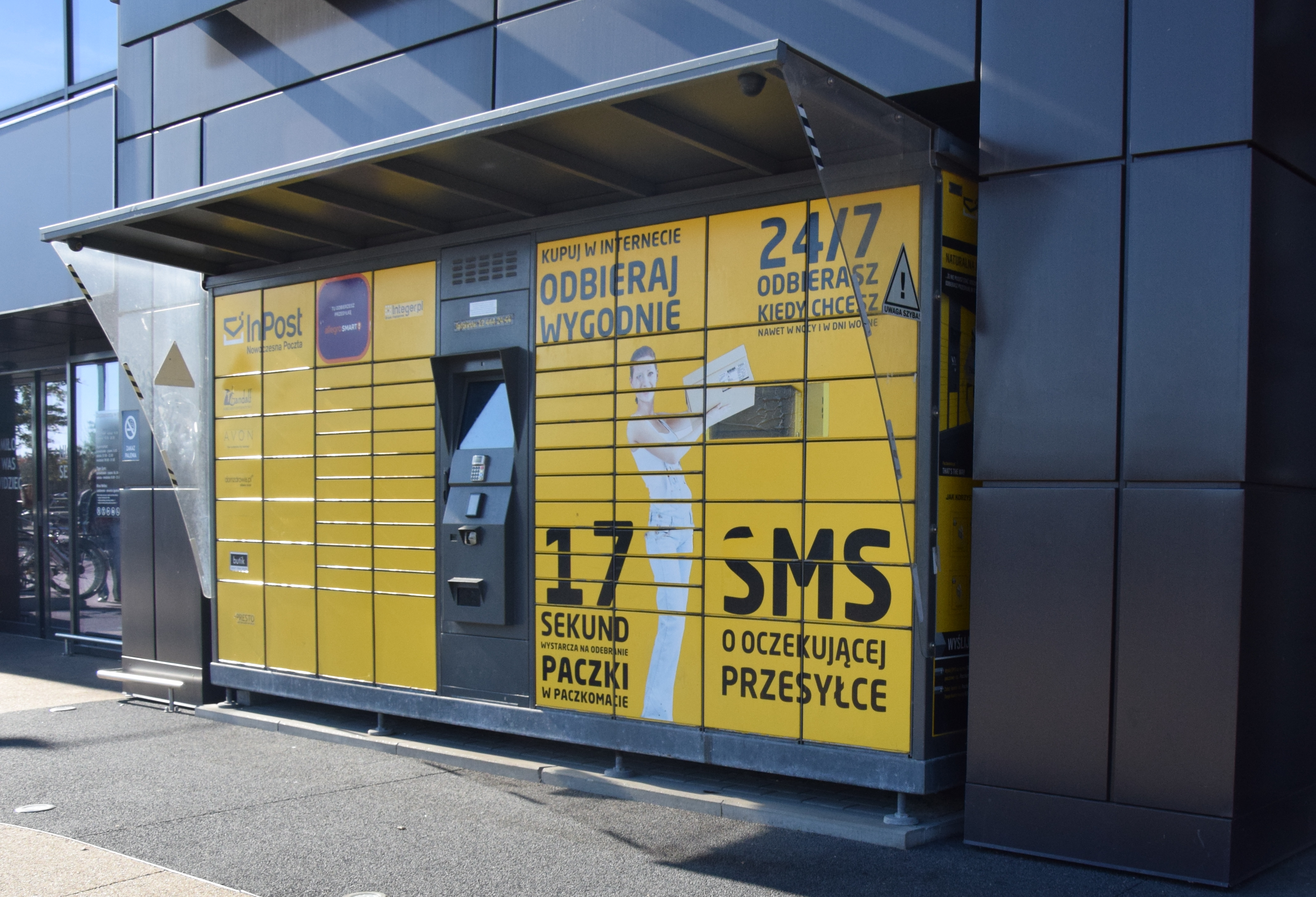
Paczkomat
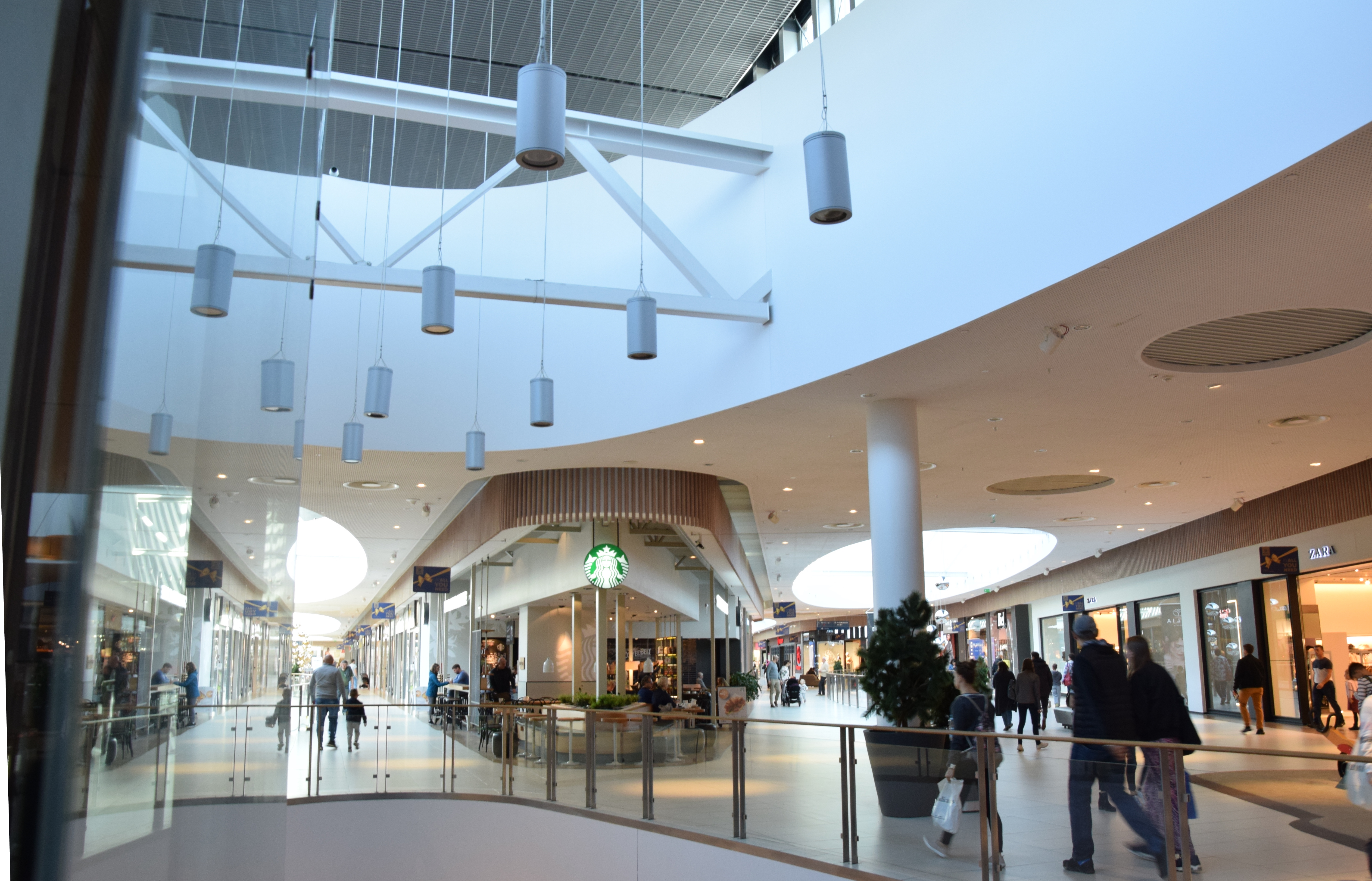
Starbucks Coffee (1 piętro)
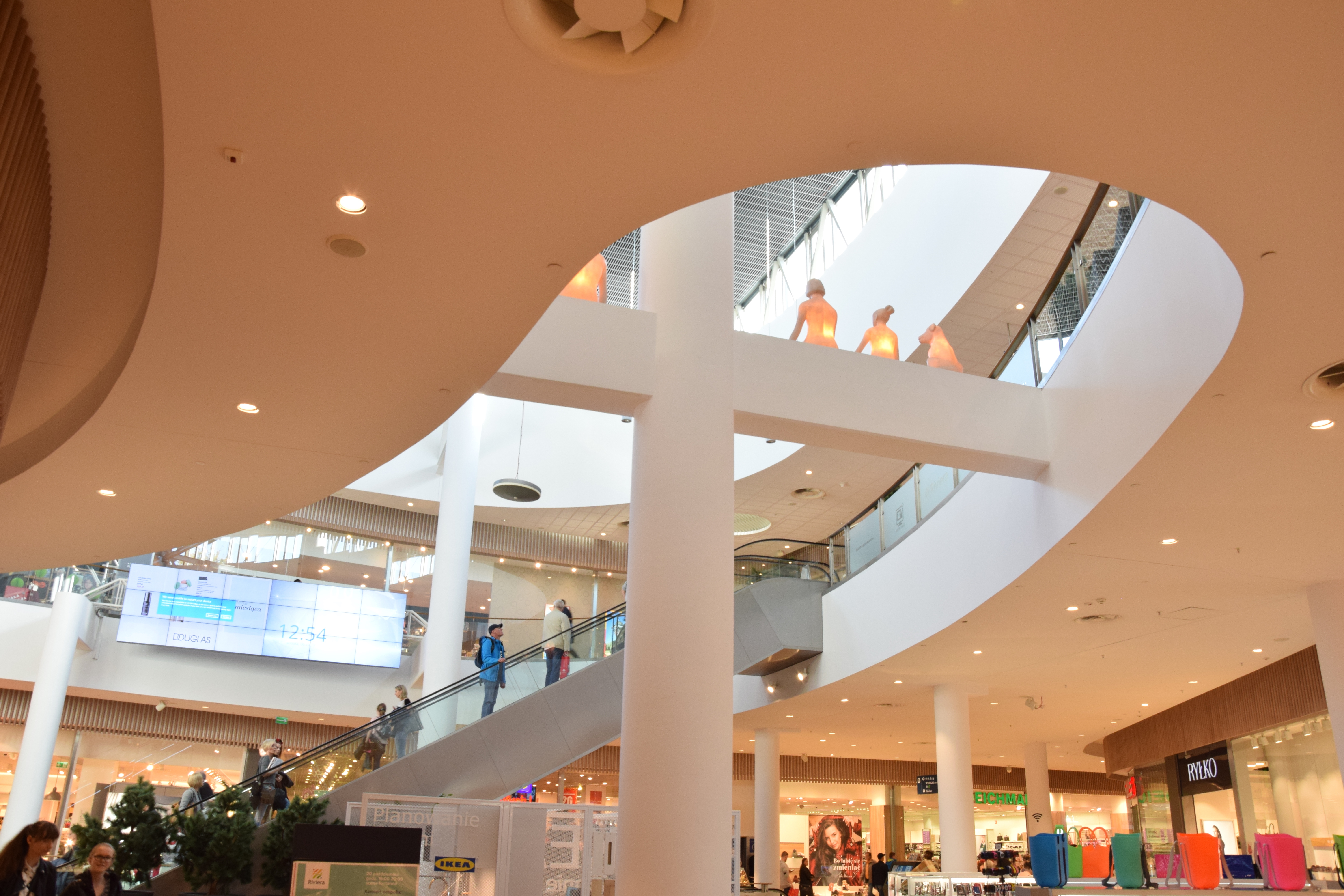
Ruchome schody
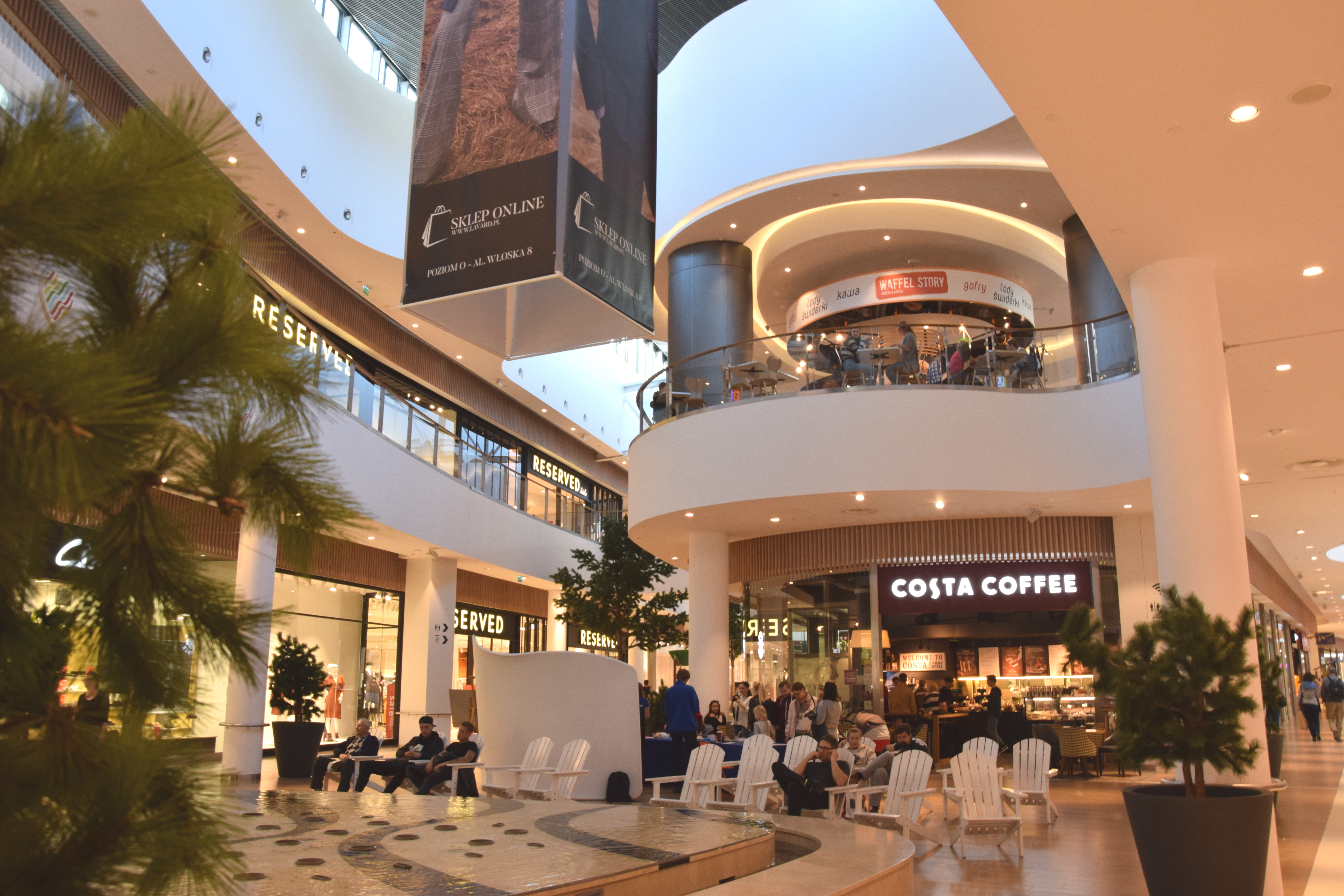
Fontanna i strefa wypoczynkowa przy Costa Coffee.
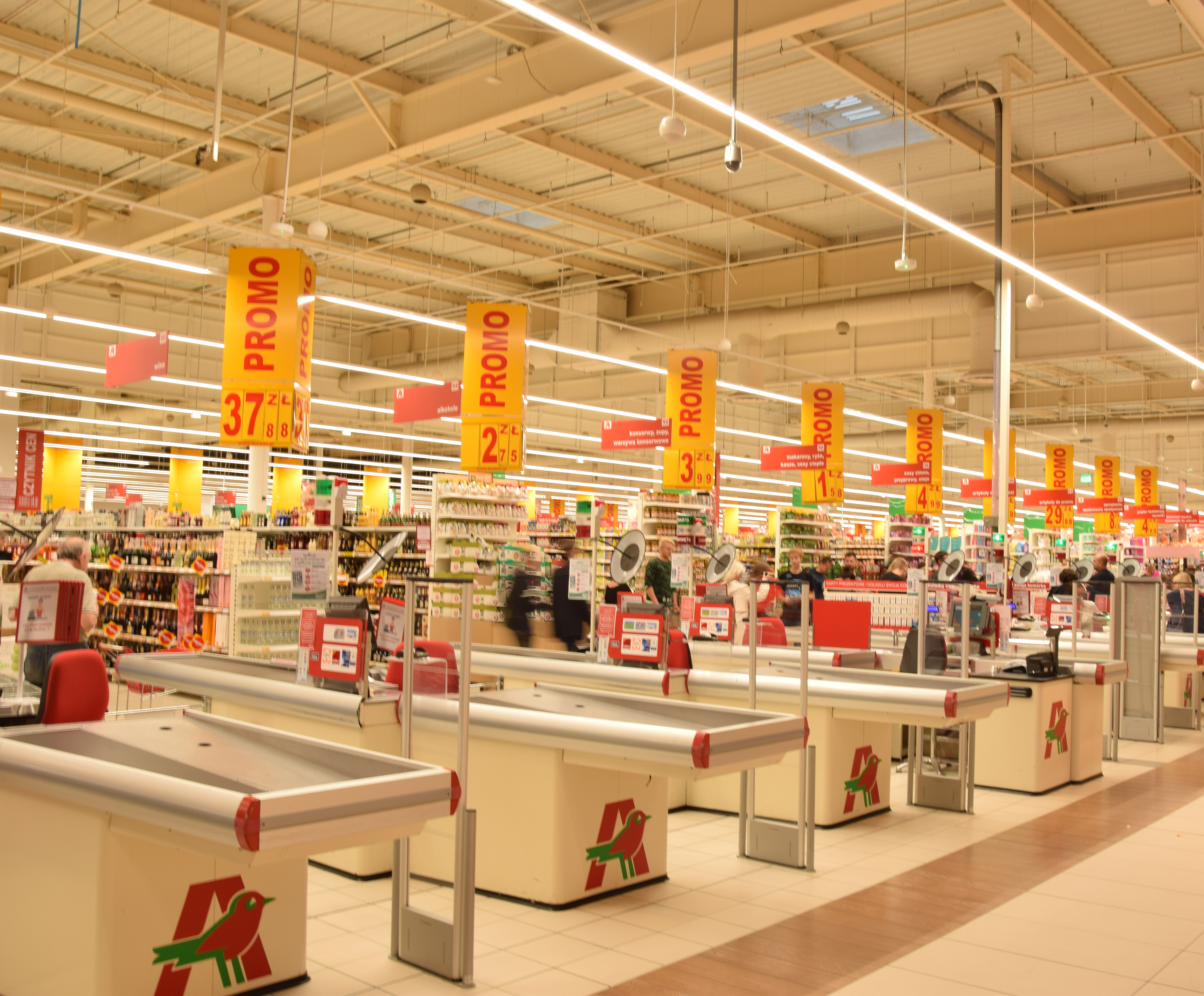
Hipermarket Auchan
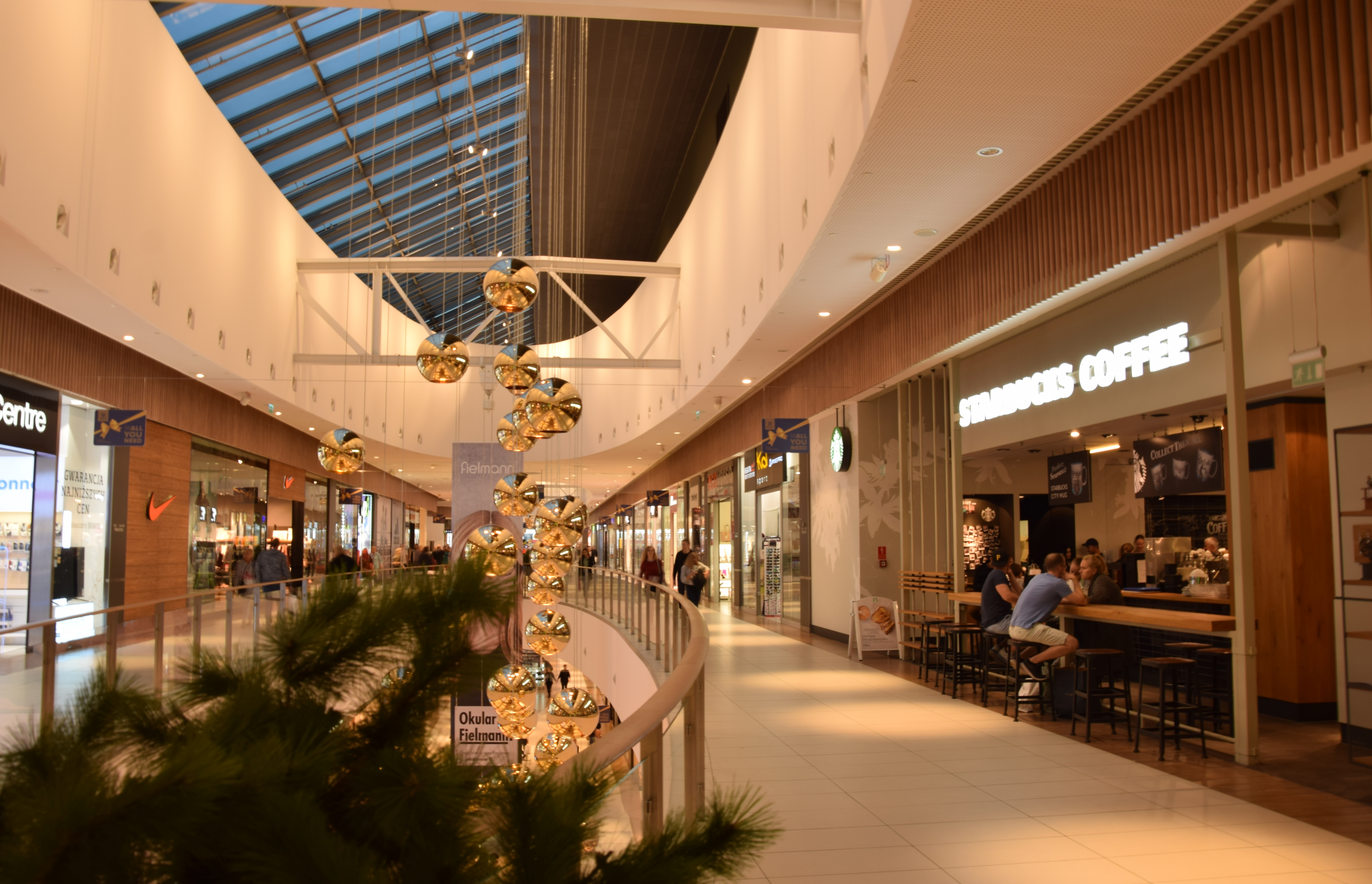
Część korytarza na piętrze.
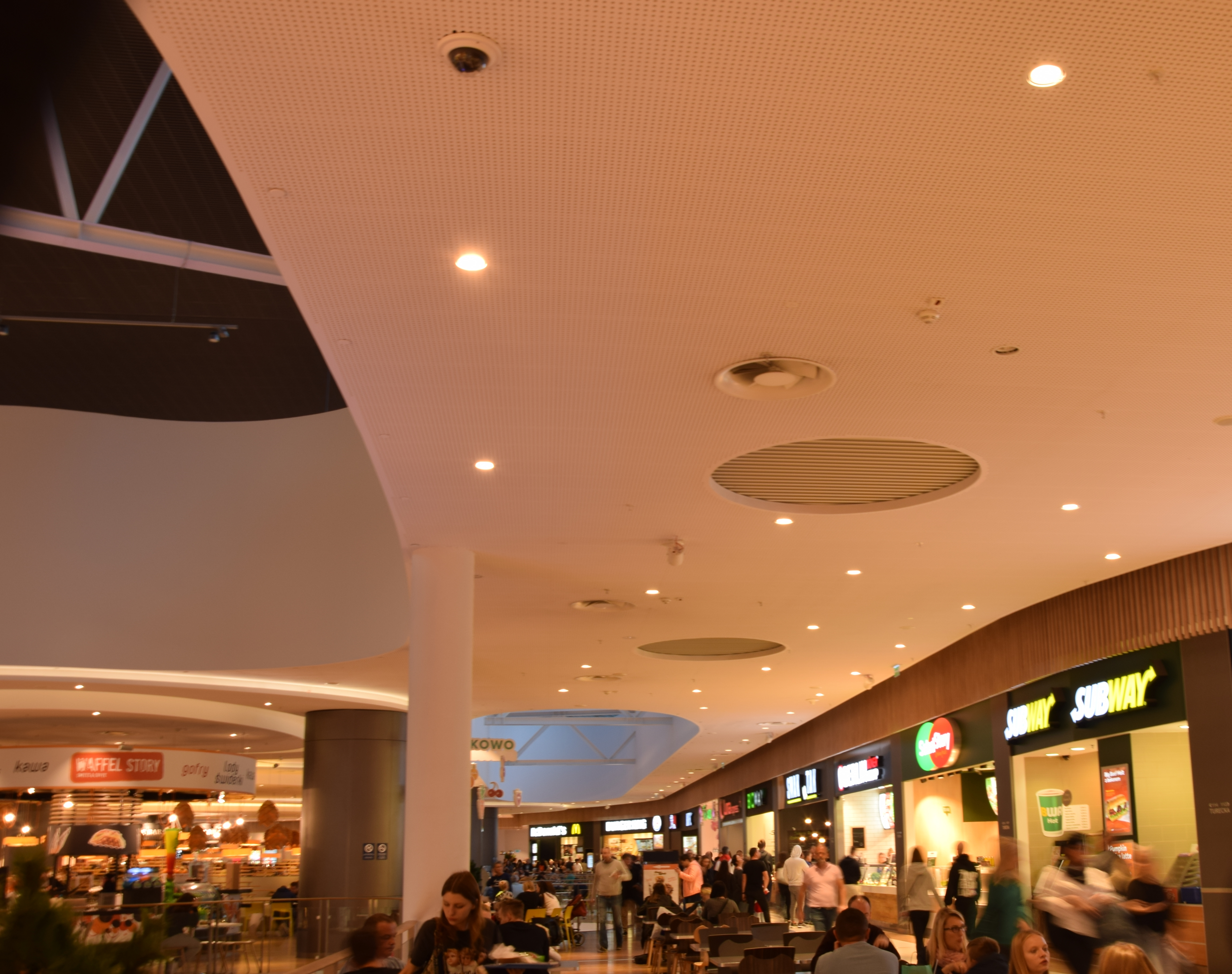
Część sekcji rozrywkowo-gastronomicznej
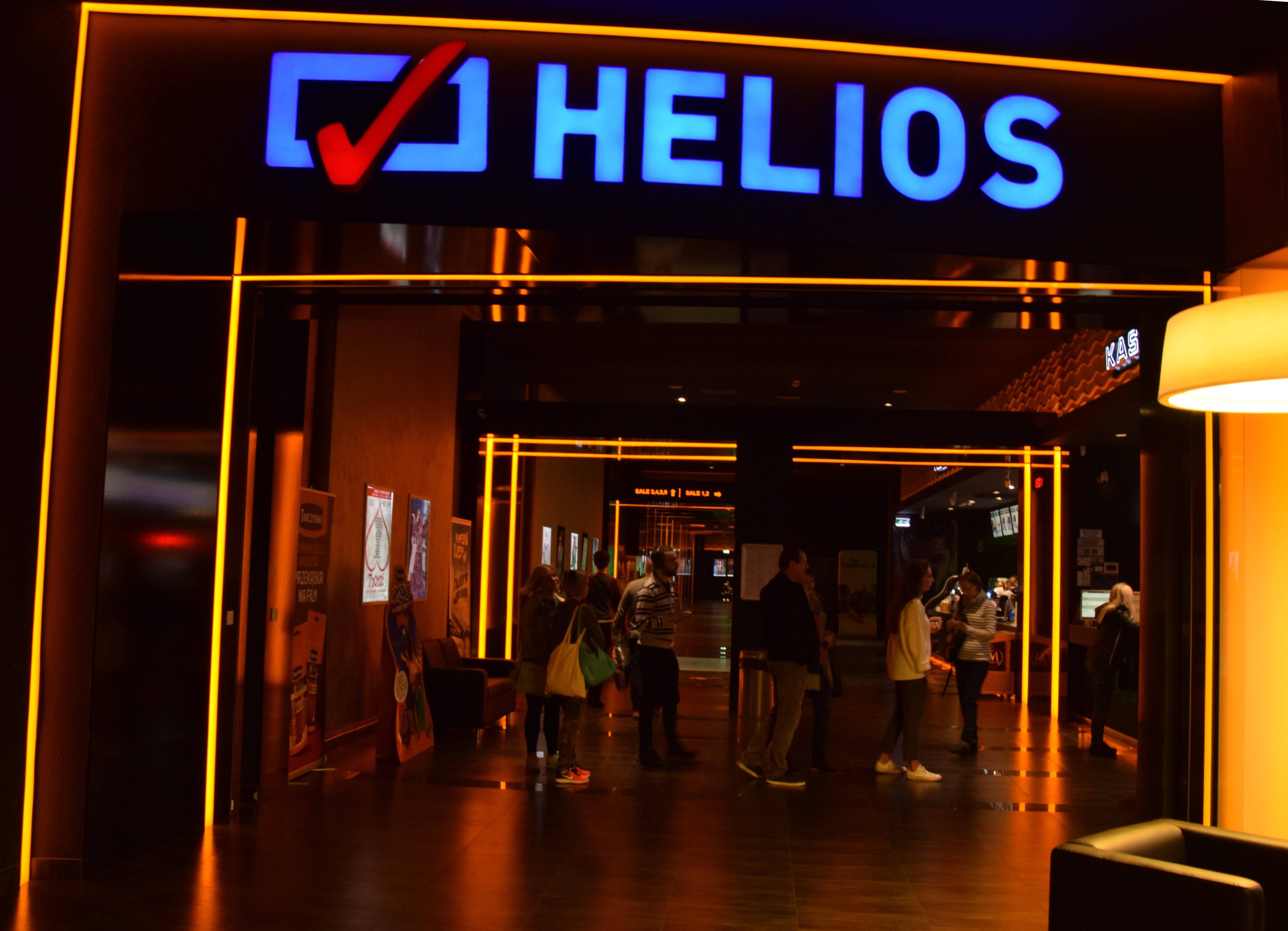
Kino Helios
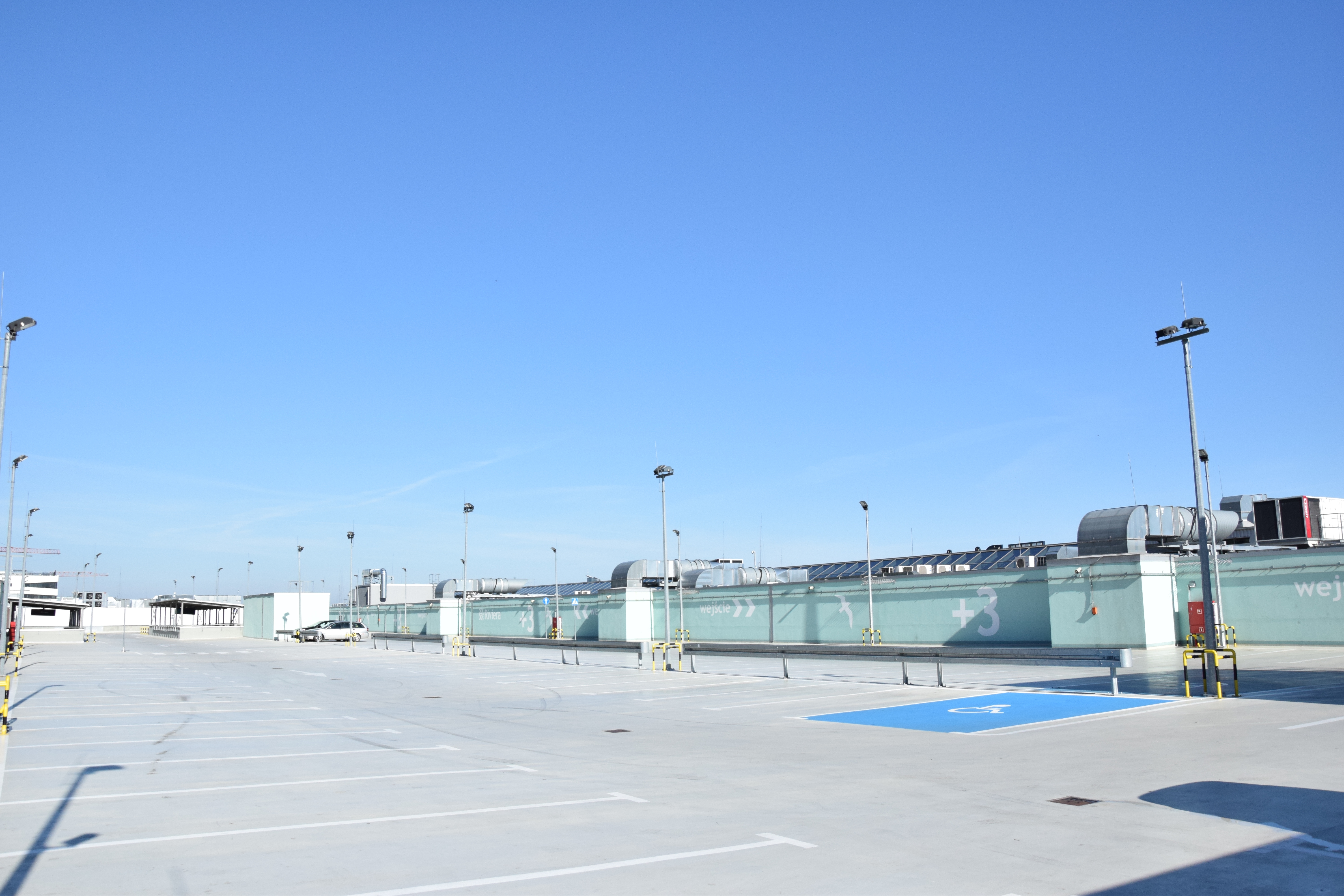
Ostatnie piętro parkingu
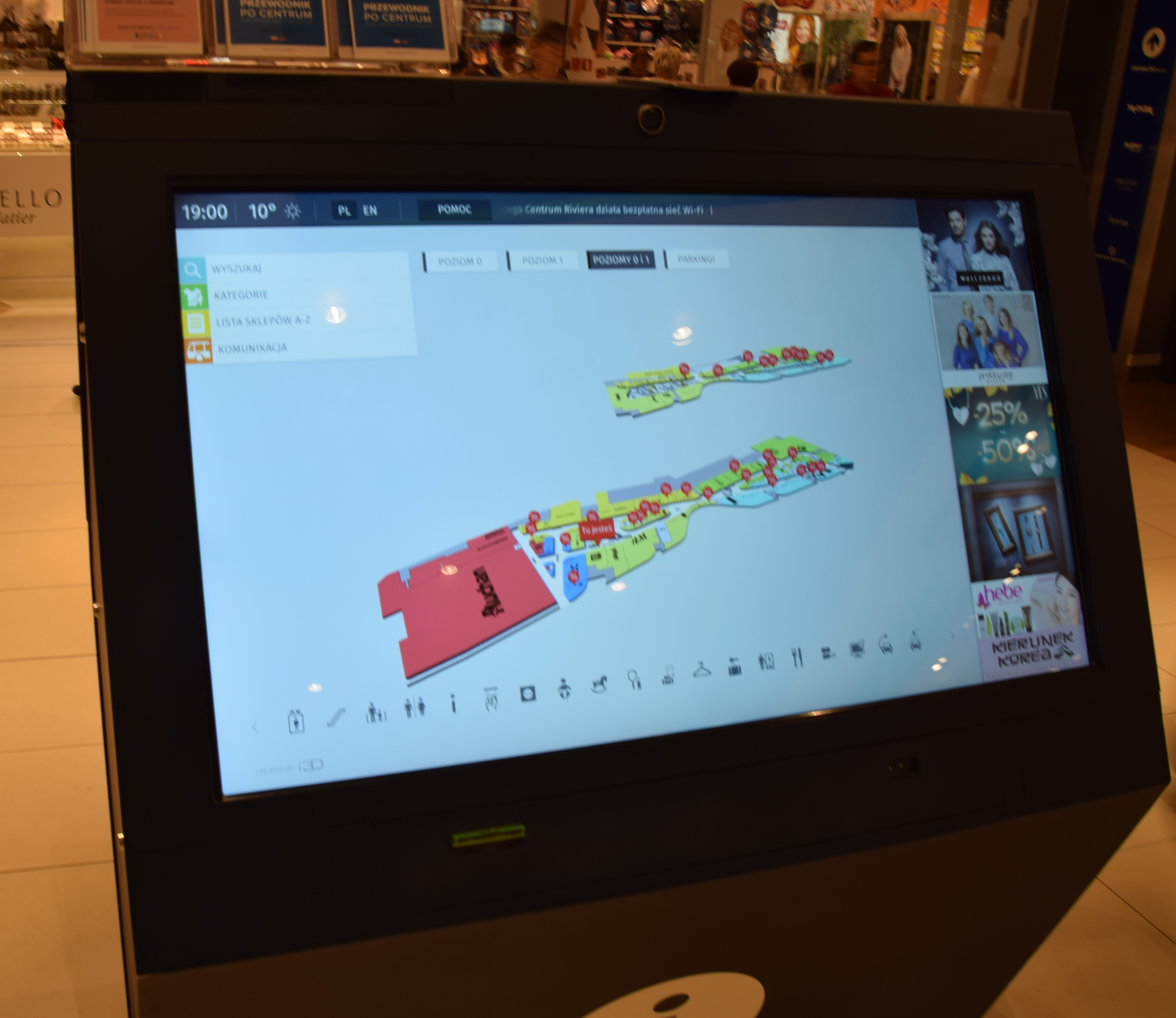
Panel interaktywny
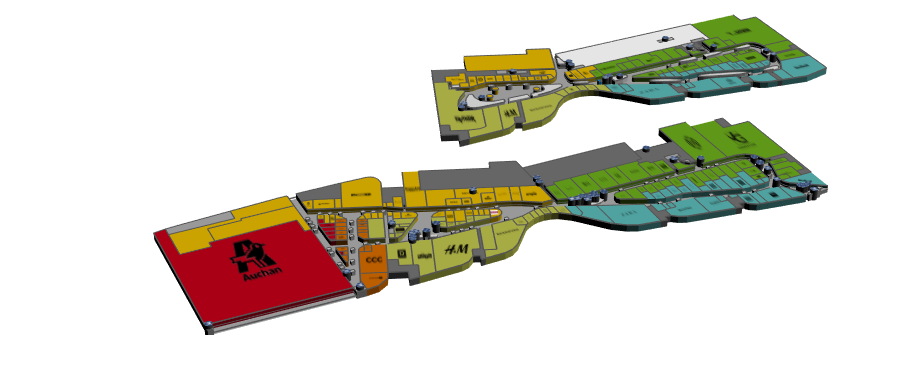
Plan pięter 0-1 wyświetlany na panelu interaktywnym